# زبان‌سرخس‌سانان
زبان‌سرخس‌سانان (نام علمی: Glossopteridales) نام یک راسته از division پیدازادان است.